# Carlos Demasi
Carlos Demasi (Fray Bentos, 22 de agosto de 1949) es un profesor de historia, escritor e historiador uruguayo.

## Biografía
En 1969 comenzó sus estudios de la Licenciatura en Ciencias Históricas en la Opción Investigación en la Facultad de Humanidades y Ciencias de la Educación en la Universidad de la República en Uruguay, obteniendo su título en 1980.
En 1970, comenzó sus estudios en el Instituto de Profesores Artigas en Montevideo como profesor de Historia obteniendo el título en 1975. Comenzó sus estudios de la maestría en Ciencias Humanas Opción Estudios Latinoamericanos  en 2001. El título de su tesis de maestría era "La conmemoración de los centenarios en el Uruguay (1911-1930). Las dificultades de la construcción de la identidad" cuyo tutor fue Hugo Achugar.
Desde 1996 es profesor en el Instituto de Profesores Artigas de Historia Nacional III, desde el plan 2008 del seminario taller/ Historia del Uruguay 1830-1930.   
A partir de 1999 comenzó a dictar el curso de Historia Nacional IV en el mismo instituto, desde el plan 2008 del seminario taller/ Historia del Uruguay de 1930 a nuestros días. 
Dentro de la docencia también es profesor de Historia en el Consejo de Educación Secundaria desde 1971.
Entre 2010 y 2011 fue director y administrador del Centro de Estudios Latinoamericanos (CEIU) de la Facultad de Humanidades y Ciencias de la Educación (Universidad de la República) siendo docente de este instituto desde 1986. 
Desde 1986 se inscribe en una línea de investigación como Coordinador responsable dentro del CEIU en la Facultad de Humanidades y Ciencias de la Educación en torno al antes, durante y después de la dictadura de 1973.

## Publicaciones
Entre la multiplicidad de publicaciones podemos encontrar:
- 2019, El 68 uruguayo. El año que vivimos en peligro. Montevideo, Ediciones de la Banda Oriental.[7]
- 2013, Conviviendo con la impunidad. Uruguay 2005-2013, Buenos Aires,[8]
- 2012, La partidocracia uruguaya: aportes para la discusión de una hipótesis.. Contemporánea: Historia y problemas del siglo XX, Montevideo, latindex
- 2010, "Los partidos más antiguos del mundo": el uso político del pasado uruguayo, Montevideo, Revista Encuentros uruguayos.
- 2004, Dos procesos innovadores. Las reformas constitucionales de 1917 en México y en Uruguay, La Plata, Relaciones Internacionales.
- 2001, Del neobatllismo al autoritarismo, Montevideo, Encuentros. Revista de Estudios Interdisciplinarios.
- 2000, La historia de la dictadura y las dificultades del autoanálisis social, Montevideo, Educación y Derechos Humanos.
- 1999, De orientales a uruguayos. Repaso a las transiciones de la identidad, Montevideo, Encuentros. Revista de Estudios Interdisciplinarios.
- 1997, Temporalidad, sociedad e historia: las relaciones peligrosas, Montevideo, Revista Uruguaya de Psicoanálisis
- 1992, Cronología comparada de la historia reciente del Uruguay, Montevideo, Encuentros. Revista de Estudios Interdisciplinarios
- 1986, Uruguay 1958 – 1968. Crisis y estancamiento. (c/ Rosa Alonso). Montevideo, Ediciones de la Banda Oriental.[9]